# IC 4865
IC 4865 — галактика типу *2 (подвійна зірка) у сузір'ї Телескоп.
Цей об'єкт міститься в оригінальній редакції індексного каталогу.